# 10608 Мамета
10608 Мамета (10608 Mameta) — астероїд головного поясу, відкритий 7 листопада 1996 року.
Тіссеранів параметр щодо Юпітера — 2,993.